# Smeltzout
Een smeltzout is een zoutverbinding die bij de bereiding van metalen gebruikt wordt om metalen te beschermen tegen oxidatie. Het smeltzout vormt een soort van slak op het gesmolten metaal, zodat zuurstof en andere gassen niet in aanraking met het materiaal kunnen komen. De smelttemperatuur van een smeltzout ligt onder die van het metaal waarvoor het wordt toegepast.
De samenstelling van een smeltzout is deels gelijk aan elektrolyten die bij de elektrolyse van metaalzouten worden toegepast om metaal vrij te maken. Een voorbeeld van een smeltzout dat in de magnesiumproductie gebruikt wordt, bestaat uit 40% CaCl2, 30% NaCl, 20% KCl en 10% MgCl2. Het smeltzout is meestal zwaarder dan het af te dekken metaal, maar door de oppervlaktespanning van het metaal slaagt het er toch in om een afdichtende laag op de smelt (het gesmolten metaal) te vormen. Het verschil in dichtheid tussen metaal en smeltzout is doorgaans iets van 0,15 tot 0,20 g/cm3.
Voor extra afdekking van het gesmolten metaal kan een smeltzout gebruikt worden in combinatie met een afdekgas.

## Raffinagezout
De term "smeltzout" wordt in het Nederlands ook wel gebruikt voor het zout dat bij de bereiding van metalen wordt toegepast om verbindingen aan te gaan met verontreinigingen in het metaal. De ontstane deeltjes zinken naar de bodem of drijven naar de oppervlakte van de smelt en kunnen vervolgens verwijderd worden. In het Duits wordt hiervoor de term "Raffinationssalze", ofwel "raffinagezout" gebruikt. Dit type smeltzout, wat in dit artikel voor het onderscheid raffinagezout genoemd wordt, heeft een iets andere samenstelling dan het smeltzout. In het geval van toepassing op magnesium bestaat raffinagezout uit een combinatie van de eerder genoemde zouten in smeltzout, aangevuld met calciumfluoride en magnesiumoxide. Combinaties van smelt- en raffinagezout in één komen ook voor. In sommige literatuur staat ook bariumchloride nog genoemd als extra toevoeging.

## Smeerkaas
De term "smeltzout" wordt ook toegepast voor de toevoegingen om harde kaas om te zetten in zachtere kaassoorten zoals smeerkaas en smeltkaas. Bij de bereiding wordt de harde kaas verhit onder toevoeging van smeltzouten en een kleine hoeveelheid water. Tijdens het verhitten en daardoor het smelten van de kaas zetten deze smeltzouten de kaaseiwitten om in een gedispergeerde vorm. Hierdoor raken het vet en andere bestanddelen homogeen verdeeld, waardoor de kaas smeerbaar blijft. Smeltzouten zijn bijvoorbeeld natriumfosfaat (E339),
natriumcitraat  (E331) en polyfosfaten (E452).